# Francisco Jara
Francisco Jara Garibay (Guadalajara, 1941. február 3. – 2024. február 2.) mexikói válogatott labdarúgó.

## Pályafutása

### Klubcsapatban
1960–1971 között a CD Guadalajara játékosa volt. Ötszörös mexikói bajnok- és kupagyőztes.

### A válogatottban
1963–1968 között 13 alkalommal szerepelt a mexikói válogatottban. Részt vett az 1966-os világbajnokságon.

## Sikerei
CD Guadalajara
- Mexikói bajnok (5): 1960–61, 1961–62, 1963–64, 1964–65, 1969–70
- Mexikói kupa (1): 1962–63, 1969–70
- Mexikói szuperkupa (5): 1960, 1961, 1964, 1965, 1970
- CONCACAF-bajnokok kupája (1): 1962